# Guerra de las Reuniones
La guerra de las Reuniones (1683-1684) fue un conflicto de corta duración que enfrentó a Francia con España y sus aliados, motivado por el deseo de Luis XIV de Francia de aumentar sus territorios hacia el este, sobre todo a costa de los Países Bajos españoles. La guerra se puede considerar continuación de la guerra de Devolución y de la guerra franco-neerlandesa, manifestación de la política territorial y dinástica de Luis XIV.

## Contexto
Los tratados que pusieron fin a la guerra de Devolución (Tratado de Aquisgrán de 1668), y a la guerra franco-neerlandesa (Tratados de Nimega de 1678), así como la Paz de Westfalia de 1648 (que puso fin a la guerra de los Treinta Años), cedieron ciertas ciudades a Francia. Tradicionalmente, cuando una ciudad cambiaba de manos, también lo hacían las áreas rurales que la rodeaban, las cuales la proveen de comida y otros suministros. A menudo, las fronteras de estas regiones dependientes estaban mal definidas. De forma que, Luis XIV y su corte, a partir de 1670, introdujeron varias Cámaras de Reunión para investigar si se había concedido a Francia todo el territorio que le correspondía. Las Cámaras de Reunión, leales al rey, dictaminaron, después de una revisión de documentos medievales conflictivos, que se deberían conceder un número de zonas periféricas a Francia. Estas consistían generalmente en pequeñas ciudades y pueblos, y en la mayoría de los casos, las anexiones de Luis XIV se hicieron sin oposición.
La mayor parte de los territorios ocupados se encontraban en los Países Bajos españoles y en las partes occidentales del Sacro Imperio Romano Germánico, sobre todo Alsacia. Dos de los territorios ocupados por Luis XIV como la parte de las Reuniones eran Estrasburgo y Luxemburgo. Oficialmente, se pretendía que Estrasburgo fuera una ciudad neutral e independiente. Sin embargo, esto dejaba grandes tierras rurales bajo el control de Luis XIV sin la protección de ciudades con una guarnición. Además, los consejeros de Luis XIV creían que mientras Estrasburgo permaneciera independiente, Alsacia nunca estaría segura de un ataque. De hecho, el puente sobre el Rin en Estrasburgo había sido usado repetidamente por las fuerzas del Sacro Imperio.

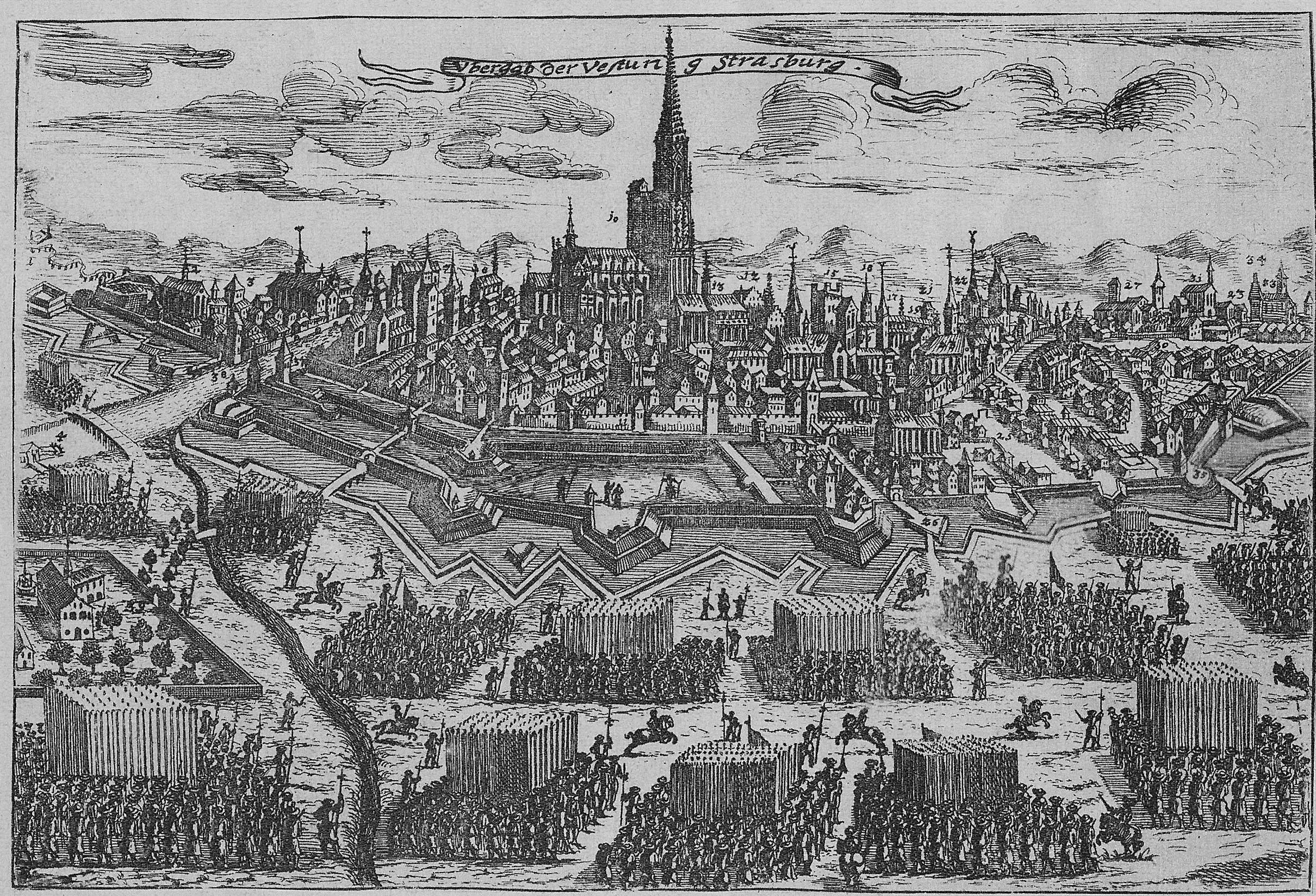
Capitulación de Estrasburgo.

Durante la reciente guerra franco-neerlandesa, Estrasburgo había servido tres veces como entrada para invasiones del Sacro Imperio en Alsacia. Por esa razón, Estrasburgo ponía en peligro los territorios recién ocupados por Luis XIV en Alsacia, de la misma manera que la gran fortaleza de Luxemburgo dominaba otras regiones que Luis XIV había ocupado en los Países Bajos españoles. En 1681 Estrasburgo, entonces ciudad independiente en el Sacro Imperio, fue ocupada después de que Luis XIV rodeara la ciudad con una aplastante fuerza el 30 de septiembre de 1681.
Luis XIV también ordenó al mariscal Louis François de Boufflers que rodeara y comenzara un bombardeo con morteros contra Luxemburgo.
El verano de 1683 fue un punto álgido de la guerra de la Liga Santa, en la cual el frente oriental del Sacro Imperio se hundió a consecuencia de la mayor ofensiva lanzada alguna vez por el Imperio otomano. La guerra en el frente oriental del Sacro Imperio rompió el ímpetu de la confrontación de Luis XIV con el Imperio  a causa de Luxemburgo y Luis XIV decidió que sería poco político para él atacar a otro reino cristiano mientras aquel reino era amenazado por el Turco infiel.
En consecuencia, Luis XIV ordenó en marzo de 1682 que se detuviera el bombardeo de Luxemburgo y retiró sus tropas. El 12 de septiembre de 1683, tropas combinadas imperiales, alemanas y polacas derrotaron a los turcos ante las murallas de Viena (en la batalla de Kahlenberg), terminando con la amenaza turca.

## La guerra
Como la amenaza otomana había sido parada en Viena, Leopoldo I fue capaz de prestar atención a lo que sucedía en el oeste. La resistencia de Luxemburgo a la demanda de la política de reunión francesa y su rechazo a rendirse al ejército francés causaron el estallido de la guerra. España declaró la guerra a Francia el 26 de octubre de 1683. Un ejército francés bajo el mando del duque de Humières rodeó la ciudad de Courtrai durante la noche del 3 al 4 de noviembre de 1683 y capituló el 6 de noviembre de 1683. Humières avanzó entonces hacia Dixmuda, que se rindió sin lucha el 10 de noviembre de 1683.
Otro ejército francés al mando del mariscal François de Créquy bombardeó Luxemburgo con 3000 a 4000 proyectiles de mortero entre el 22 y 26 de diciembre de 1683 y se retiró de la ciudad. Sin embargo, el verdadero sitio de Luxemburgo comenzó la primavera siguiente, cuando, ayudado por su experto sobre técnicas de la guerra de asedios, Sébastien le Prestre de Vauban, Luis XIV rodeó otra vez la gran fortaleza de Luxemburgo el 29 de abril de 1684, que estaba defendida por 2500 hombres que lucharon contra el ejército francés hasta el 3 de junio de 1684, día en el que se rindieron. Las fuerzas españolas en los Países Bajos, apoyadas por el Sacro Imperio, continuaron combatiendo contra Francia, hasta que se alcanzó un tratado que puso fin a la guerra en la Tregua de Ratisbona el 15 de agosto de 1684. Francia siguió manteniendo todo el territorio ocupado durante la guerra, inclusive Estrasburgo y Luxemburgo. Las acciones que tomó Francia después de la guerra tenían por finalidad convertir la tregua en un tratado permanente.
A pesar de su brevedad relativa, la guerra de las Reuniones fomentó la reputación de ser un conflicto sobre todo sangriento. Luis XIV y sus consejeros militares diseñaron una campaña de represalias violentas en un esfuerzo por influir en la opinión pública, con el fin de presionar a los oficiales enemigos para rendirse. Durante una batalla, Louvois ordenó al conde de Montal que incendiara veinte pueblos cerca de Charleroi porque los españoles habían destruido dos graneros en las afueras de dos pueblos franceses, e insistió en que ni una casa debía quedar en pie.

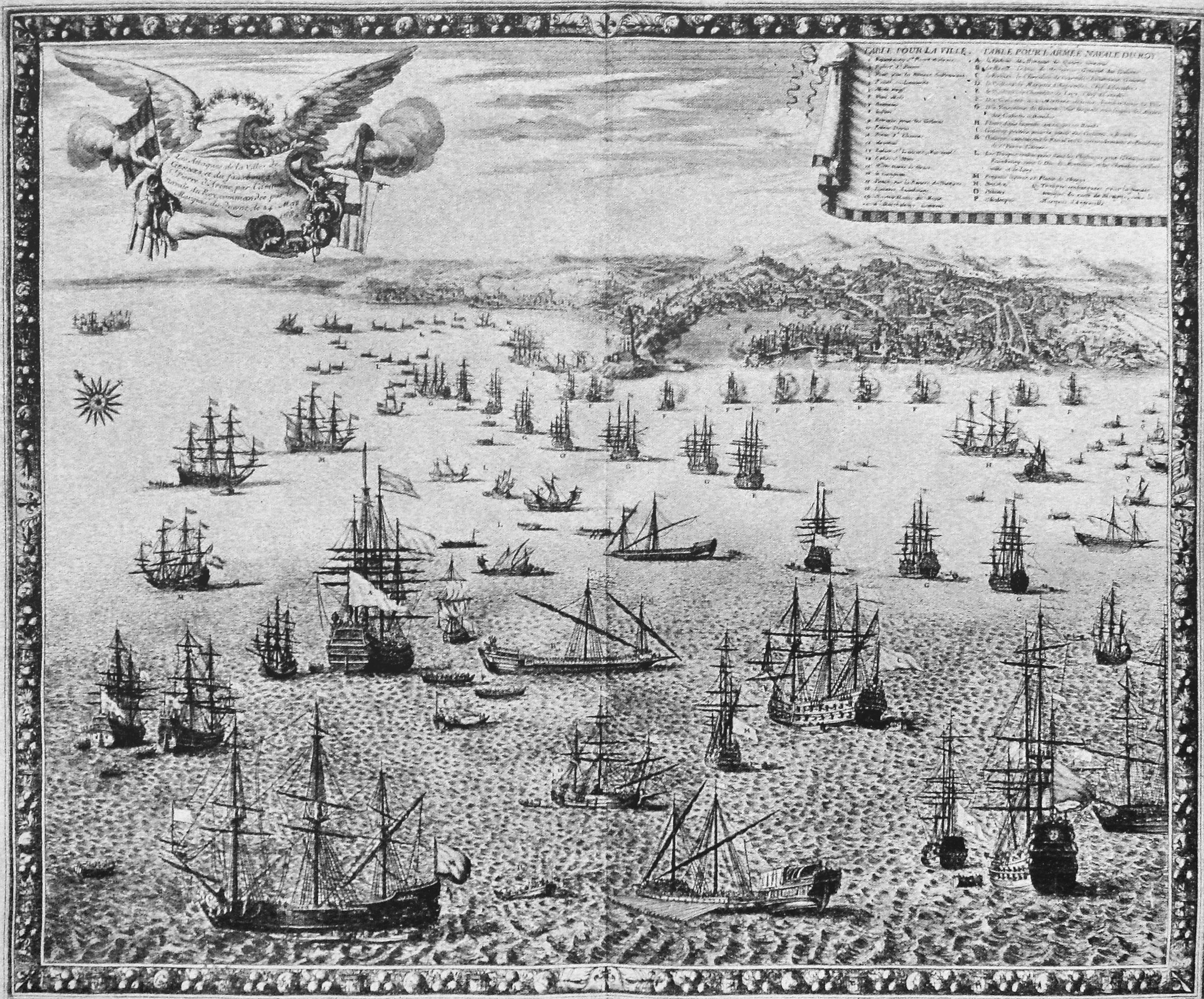
Bombardeo de Génova.

La República de Génova tenía relaciones con España desde mucho tiempo.Ciertamente, banqueros genoveses y casas financieras, como Centurioni, Palavicini y las familias Vivaldi, habían estado prestando dinero al gobierno español desde el siglo xvi. Sin embargo, la participación genovesa en la guerra reciente entre España y Francia había sido más bien limitada, simplemente permitiendo a los españoles reclutar soldados mercenarios en el territorio genovés y construyendo algunas galeras para la marina española. Pero aún esa participación limitada era demasiado para Luis XIV. Como castigo por las indiscreciones y por permitir a las tropas españolas usar el puerto de Génova, una flota francesa al mando de Abraham Duquesne partió de Tolón, la gran base naval francesa en el Mediterráneo, a Génova el 5 de mayo de 1684 y comenzó el bombardeo de la ciudad el 17 de mayo de 1684, a excepción de una tregua del 22 de mayo al 25 de mayo de 1684 para que tuvieran lugar negociaciones de paz. Cuando las negociaciones se rompieron, el bombardeo continuó hasta el 28 de mayo de 1684. En total, los franceses arrojaron 13 300 bombas sobre Génova, destruyendo aproximadamente las dos terceras partes de la ciudad.

## Paz y consecuencias
Aunque Luis XIV rechazó enviar ayuda al Imperio, e incluso mandó enviados secretos para animar a los otomanos, sus cálculos le indicaron que sería inconveniente para él seguir luchando contra el Imperio por su frontera occidental. Así pues, Luis XIV estuvo de acuerdo en firmar la Tregua de Ratisbona, garantizando veinte años de paz entre Francia y el Imperio y encargando a su primo hermano, Carlos II de Inglaterra, que arbitrara las reclamaciones de las fronteras disputadas.
La guerra, como sus precursoras inmediatas, no pudo resolver la enconada discordia entre la dinastía de Borbón francesa y las ramas española y austriaca de la dinastía Habsburgo. El conflicto breve pero brutal fue uno de los precursores de la más larga guerra de los Nueve Años.

### En español
- Thomas, Hugh (2006). El Imperio español: de Colón a Magallanes. Planeta. ISBN 84-08-06683-8.

### En inglés
- Lord Kinross, The Ottoman Centuries: The Rise and Fall of the Turkish Empire (Morrow Quill Paperbacks: New York, 1977).
- John A. Lynn: The Wars of Louis XIV 1667–1714, London/New York 1999. ISBN 0-582-05629-2.
- Rhea Marsh Smith, Spain: A Modern History (University of Michigan Press: Ann Arbor, Michigan, 1965).
- John B. Wolf, The Emergence of European Civilization (Harper & Row Publishers: New York, 1962).

- Datos: Q673556